# 曹虔嗣
陳留王曹虔嗣（？—420年8月1日），譙國譙縣人，魏武帝七世孫，陳留王曹靈誕之子，晉朝、南朝宋二王後之一。

## 生平
東晉義熙四年（408年），陳留王曹靈誕去世。曹虔嗣後襲封陳留王。
元熙二年（420年）六月，以曹虔嗣為首的晉官二百七十人共同上表勸進，請求宋王劉裕接受晉恭帝的禪讓。
南朝宋永初元年（420年）六月，封晉恭帝為零陵王。陳留王遂與零陵王成為宋室二王後，並且位在零陵王之上。同年七月七日（8月1日），曹虔嗣去世。無子，遂由其弟曹虔秀紹封。

## 繼子
- 曹銑：出繼曹虔嗣，後襲封陳留王